# Udo Rönnecke
Udo Rönnecke (* 8. April 1947 in Derenburg) ist ein deutscher Politiker (CDU). Er war von 1990 bis 1998 Mitglied im Landtag Sachsen-Anhalt.

## Ausbildung und Leben
Udo Rönnecke legte 1965 das Abitur ab und studierte bis 1971 Veterinärmedizin. Er schloss das Studium mit der Promotion ab und war 1973 bis 1990 Fachtierarzt für Geflügelproduktion. 
Udo Rönnecke ist verheiratet und hat zwei Kinder.

## Politik
Udo Rönnecke war 1989/90 Mitglied im Neuen Forum und seit 1990 Mitglied der CDU. Seit 1990 war er Stadtrat und Bürgermeister in Möckern. Er war Aufsichtsratsvorsitzender der Wassergesellschaft Börde-Westfläming, Magdeburg und der Wohnungsbaugesellschaft Möckern und Vorsitzender des Abwasserzweckverbandes Möckern. Er wurde bei der Landtagswahl in Sachsen-Anhalt 1994 im Landtagswahlkreis Burg (WK 6) direkt in den Landtag gewählt. Im Landtag war er Mitglied im Ältestenrat und im Ausschuss für Finanzen.

## Ehrungen
2009 wurde er mit dem Bundesverdienstkreuz am Bande ausgezeichnet.